# ジョン・プロビー (初代カリスフォート男爵)
初代カリスフォート男爵ジョン・プロビー（英語: John Proby, 1st Baron Carysfort, KB, PC(I)、1720年11月25日 - 1772年10月18日）は、イギリスの政治家でアイルランドの貴族。

## 経歴
1720年11月25日に庶民院議員ジョン・プロビーとその妻ジェーン(初代ゴア男爵ジョン・ルーソン＝ゴアの娘)の息子として生まれる
ケンブリッジ大学ジーザス・カレッジで学び、 バチェラー・オブ・アーツとマスター・オブ・アーツの学位を取得した。インナー・テンプルでも学ぶ。
1747年から1754年にかけてスタンフォード選挙区から選出されてホイッグ党所属のグレートブリテン王国議会庶民院議員を務める。ついで1754年から1768年にかけてはハンティンドンシャー選挙区から選出される。
1752年1月23日にアイルランド貴族爵位カリスフォート男爵に叙せられた。アイルランド貴族爵位であるため、グレートブリテン王国貴族院に列することはなかった。
1752年から1754年にかけてイングランド・首位グランドロッジのグランドマスターを務める。
1752年4月から7月までと1763年から1765年まで海軍省政務次官(Lord of the Admiralty)を務める。1758年にはアイルランド枢密顧問官に列する。
1772年10月18日にフランス・リールで客死した。

## 栄典

### 爵位
- 1752年1月23日、ウィックロー県におけるカリスフォートの初代カリスフォート男爵 (Baron Carysfort, of Carysfort in the County of Wicklow)[1]

### 勲章
- 1761年3月23日、バス騎士団(勲章)ナイト(KB)[2]

## 家族
1750年に第2代アレン子爵ジョシュア・アレンの娘エリザベスと結婚。彼女との間に以下の2子を儲ける。
- 第1子(長男)ジョン・ジョシュア・プロビー (1751-1828) - 第2代カリスフォード男爵位を継承
- 第2子(長女)エリザベス・プロビー (1752-?) - トマス・ジェイムズ・ストアーと結婚。